# Гомоешти (Бузау)
Гомоешти (рум. Gomoești) насеље је у Румунији у округу Бузау у општини Костешти. Oпштина се налази на надморској висини од 80 m.

## Становништво
Према подацима из 2002. године у насељу је живело 270 становника, од којих су сви румунске националности.